# Micah Boyd
Micah Nathan Boyd (* 6. April 1982 in Saint Paul, Minnesota) ist ein ehemaliger Ruderer aus den Vereinigten Staaten. Er war 2008 Olympiadritter im Achter.

## Sportliche Karriere
Der 1,91 m große Micah Boyd ruderte für den Penn Athletic Club.
Bei den Weltmeisterschaften 2005 trat er zusammen mit Jordan Smith und Steuermann Chase Phillips im Zweier mit Steuermann an und gewann die Bronzemedaille hinter den Booten aus Australien und aus Italien. Zwei Jahre später ruderte Boyd bei den Weltmeisterschaften in München mit Theodore Farwell im Zweier ohne Steuermann und belegte den zwölften Platz.
2008 bildeten Wyatt Allen, Micah Boyd, Steven Coppola, Beau Hoopman, Joshua Inman, Matt Schnobrich, Bryan Volpenhein, Daniel Walsh und Steuermann Marcus McElhenney den Achter der Vereinigten Staaten. Bei den Olympischen Spielen in Peking belegte die Crew im Vorlauf den zweiten Platz hinter den Briten und qualifizierte sich als Sieger des Hoffnungslaufs für das Finale. Dort siegten die Kanadier mit über eine Sekunde Vorsprung vor den Briten. Mit 0,23 Sekunden Rückstand auf die Briten gewann der US-Achter die Bronzemedaille.